# Mjölby station
Mjölby station är en järnvägsstation i Mjölby, Mjölby kommun som tillhör Södra stambanan och Godsstråket genom Bergslagen med uppehåll för fjärr-, pendel- och regionaltåg samt med byten till långfärds- och landsvägsbussar. 

## Historia
Stationen öppnade 11 maj 1873 som en del av Östra stambanan då anslutningen till Linköping öppnade. Sträckan är idag en del av Södra stambanan och Godsstråket genom Bergslagen. 20 juli 1974 förlängdes järnvägen till Boxholm. Sträckan från Mjölby till Hallsberg öppnades 15 december 1873 som en enskild järnväg och är statlig ägd sedan 1 november 1879. I alla tre riktningarna går idag dubbelspår sedan Östgötapendeln förlängdes till Skänninge och Motala.
1 september 1910 öppnade sträckan Hästholmen som en fjärde riktning från Mjölby som en del av Mjölby–Hästholmens Järnväg. Persontrafiken till Hästholmens hamn upphörde den 1 juni 1958 och godstrafiken på sträckan den 27 maj 1990.

## Inspektorer
- 1889–1906: Johan Jakob Josef Kull (1841–1931).[7]
- 1906–1908: Otto Reinhold Leopold af Ekenstam (1853–1934).[7]
- 1908–1912: Johan Filip Lexell (1856–1928).[7]
- 1912–1916: Erik Per Zimmerman (1869–1931).[7]
- 1917–1921: Nils Wilhelm Ekman (1875–1946).[7]
- 1922–1926: Laurentius Martin Natanael Dahlström (1870–1947).[7]
- 1926–1939: Olof Gustaf Hökerberg (1874–1957).[7]
- 1939–1943: Halvar Engelhardt Lagerqvist (1878–1941).[7]
- 1950–1957: Emanuel Wallenborg (1890–1945).[7]

## Galleri

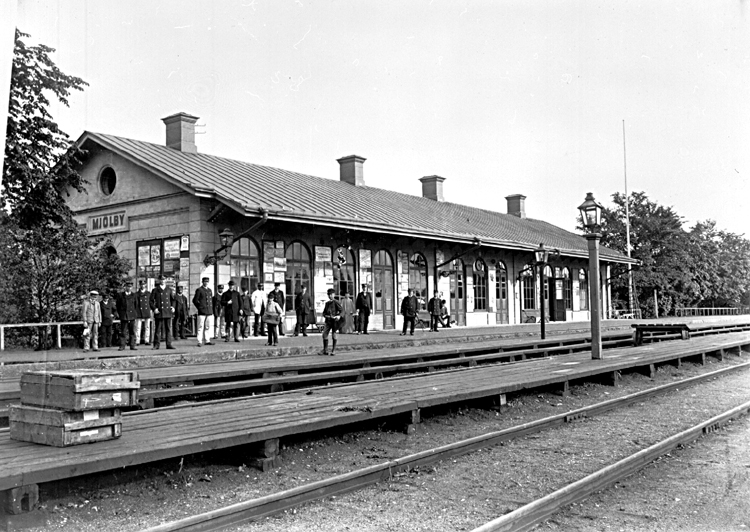
Mjölby station, år 1900